# Bédeille, Pyrénées-Atlantiques
Bédeille là một xã thuộc tỉnh Pyrénées-Atlantiques trong vùng Nouvelle-Aquitaine ở tây nam nước Pháp. Xã này nằm ở khu vực có độ cao trung bình 355 mét trên mực nước biển.